# Катастрофа A320 в Яванском море
Катастрофа A320 в Яванском море — крупная авиационная катастрофа, произошедшая в воскресенье 28 декабря 2014 года. Авиалайнер Airbus A320-216 авиакомпании Indonesia AirAsia выполнял регулярный пассажирский рейс QZ8501 по маршруту Сурабая—Сингапур, но через 43 минуты после взлёта рухнул в Яванское море около побережья острова Калимантан. Поисковые корабли обнаружили обломки самолёта только через 2 дня после катастрофы (30 декабря). Погибли все находившиеся на его борту 162 человека — 155 пассажиров и 7 членов экипажа.
Катастрофа рейса 8501 стала второй (по числу погибших) крупнейшей авиакатастрофой в истории Индонезии (после катастрофы A300 под Меданом, 234 погибших).

## Самолёт
Airbus A320-216 (регистрационный номер PK-AXC, серийный 3648) был выпущен в 2008 году (первый полёт совершил 25 сентября), на период заводских испытаний носил бортовой номер F-WWBZ. 16 октября того же года был передан авиакомпании Indonesia AirAsia, где после перерегистрации получил бортовой номер PK-AXC. Пассажировместимость салона — 180 мест эконом-класса (конфигурация Y180). Оснащён двумя двухконтурными турбовентиляторными двигателями CFM International CFM56-5B6/3. На день катастрофы совершил 13 610 циклов «взлёт-посадка» и налетал 23 039 часов.

## Экипаж и пассажиры
Самолётом управлял опытный экипаж, состав которого был таким:
- Командир воздушного судна (КВС) — 53-летний Ирианто (индон. Iriyanto), индонезиец. Очень опытный пилот, проходил службу в ВВС Индонезии (с 1983 по 1993 годы). Работал в авиакомпаниях Adam Air, Sriwijaya Air и Merpati Nusantara Airlines. В авиакомпании Indonesia AirAsia проработал 20 лет и 8 месяцев (с 21 апреля 1994 года). Управлял самолётами AS-202, T-34C и Boeing 737 (в качестве КВС). Налетал 20 537 часов, 4687 из них на Airbus A320.
- Второй пилот — 46-летний Рэми Э. Плэсель (фр. Rémi E. Plesel), француз. Опытный пилот, проработал в авиакомпании Indonesia AirAsia 2 года и 28 дней (с 1 декабря 2012 года). Налетал 2247 часов, 1367 из них на Airbus A320.

В салоне самолёта работали четверо бортпроводников:
- Хайруниса Хайдар Фаузи (индон. Khairunisa Haidar Fauzi),
- Ванти Сетиавати (индон. Wanti Setiawati),
- Оскар Десано (индон. Oscar Desano),
- Висмойо Ари Прамбуди (индон. Wismoyo Ari Prambudi).

Также на борту находился бортинженер Сайфул Рахмад (индон. Saiful Rakhmad), но он летел как служебный пассажир.
| Гражданство      | Пассажиры | Экипаж | Всего |
| ---------------- | --------- | ------ | ----- |
| Великобритания   | 1         | 0      | 1     |
| Индонезия        | 149       | 6      | 155   |
| Малайзия         | 1         | 0      | 1     |
| Республика Корея | 3         | 0      | 3     |
| Сингапур         | 1         | 0      | 1     |
| Франция          | 0         | 1      | 1     |
| Всего            | 155       | 7      | 162   |

На борту самолёта находились 155 пассажиров — 137 взрослых и 18 детей. Большинство пассажиров летели в Сингапур, чтобы провести там новогодние праздники.

## Хронология событий

Схема полёта рейса 8501

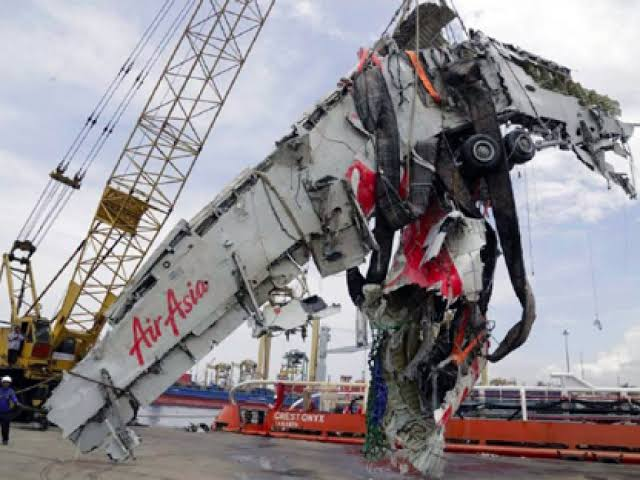
Обломки рейса 8501 (правое крыло)

Airbus A320-216 борт PK-AXC выполнял полёт по маршруту Сурабая—Сингапур—Сурабая, номера рейсов на каждом из этапов были соответственно QZ8501 и QZ8502. Вылет рейса QZ8501 по плану из аэропорта Сидоарджо (Сурабая) в 22:20 UTC 27 декабря и в 00:30 UTC 28 декабря (08:30 SST — UTC+08:00) прилёт в аэропорт Чанги (Сингапур). В 22:35 UTC (05:35 WIB — UTC+07:00), на 15 минут позже расписания, рейс QZ8501 с 7 членами экипажа и 155 пассажирами (138 взрослых, 16 детей и 1 младенец) на борту взлетел с ВПП № 10 аэропорта Сидоарджо, а затем, выполнив доворот влево, лёг на курс 329°, направившись в сторону Яванского моря.
В 22:54 самолёт поднялся до эшелона FL320 (9750 метров) и выполнил небольшой доворот влево на курс 319°. Через 10 минут был выполнен ещё один левый поворот, в результате которого курс сменился на 310°. В 23:12 UTC (06:12 WIB) экипаж связался с центром УВД в Джакарте и доложил об уклонении влево от маршрута полёта для обхода грозовых облаков и запросил разрешение подняться до эшелона FL380 (11 600 метров), в чём ему было отказано. Последняя радиосвязь с самолётом была в 23:16.
В 23:18 UTC (06:18 WIB) рейс QZ8501 исчез с экранов радиолокаторов индонезийской службы УВД, в 23:24 была потеряна связь с экипажем. По данным сайта Flightradar24, рейс 8501 в это время находился над Яванским морем на эшелоне FL320 (9750 метров) близ одного из грозовых очагов. Никакого сигнала бедствия с самолёта диспетчерам не поступало.
30 декабря у побережья острова Калимантан были обнаружены обломки лайнера и тела 106 пассажиров.

## Расследование
Расследование причин катастрофы рейса QZ8501 проводил Национальный комитет по безопасности на транспорте (NTSC). Он должен был предоставить предварительный отчёт расследования через 30 дней после катастрофы (27 января 2015 года).
Оба бортовых самописца были найдены и отправлены для расшифровки. Вскоре их данные удалось получить; на записи речевого самописца в течение последних минут полёта слышны сигнализации и встревоженные голоса пилотов. Вначале расследования комиссия NTSC исключила возможность теракта и предположила, что главной причиной катастрофы могли стать ошибки экипажа или техническая неисправность авиалайнера. Данные, полученные из наземного радара ATC, подтверждали, что самолёт при пролёте грозового фронта сначала нестандартно набирал высоту, а затем стремительно снижался; в течение 54 секунд лайнер при скорости 1830 м/мин набрал высоту с 9750 метров до 11 300 метров, а через 37 секунд резко снизился до 8840 метров.
При полёте на эшелоне самолёт столкнулся с неблагоприятными погодными условиями — грозой и сдвигом ветра, что, возможно, привело к отключению автопилота. В это время оба пилота допустили ошибки в пилотировании и не предотвратили резкое поднятие носа авиалайнера. Аэродинамический подхват мог привести к потере скорости и сваливанию самолёта в плоский штопор.
Представители Индонезийского агентства по метеорологии предположили, что главным виновником катастрофы мог стать погодный фактор. Атмосферные осадки в сочетании с низкой температурой воздуха (предположительно) вызвали обледенение и повреждение обоих двигателей, повлёкшие их отказ.
В предварительном отчёте расследования NTSC, опубликованном в феврале 2015 года, была исключена версия саботажа (по результатам изучения данных бортовых самописцев).
Окончательный отчёт расследования NTSC был опубликован 1 декабря 2015 года.
Согласно отчёту, причинами катастрофы стали технические неполадки бортового компьютера и ошибочные действия экипажа по устранению этих неполадок.

## Последствия катастрофы
Авиакомпания Indonesia AirAsia в знак уважения к пассажирам и экипажу рейса 8501 сменила номер рейса Сурабая—Сингапур с QZ8501 на QZ678, а номер обратного рейса Сингапур—Сурабая с QZ8502 на QZ679.

## Культурные аспекты
Катастрофа рейса 8501 показана в 16 сезоне канадского документального телесериала Расследования авиакатастроф в серии Смертельное решение.

### Комментарии
1. ↑  Согласно заявлению на странице авиакомпании Indonesia AirAsia в Facebook от 06:54 (GMT+8:00) 28 декабря 2014 года
2. ↑  Данные приведены согласно полётному заданию